# يورغن هيرمان فوجت
يورغن هيرمان فوجت هو سياسي نرويجي، ولد في 21 يوليو 1784 في درامن في النرويج، وتوفي في 12 يناير 1862 في كريستيانية ‏ في النرويج.

## مناصب
- انتخب  (1822 – 1825).
- انتخب  ( سبتمبر 1851 – سبتمبر 1852).
- انتخب  ( مايو 1846 – 5 يوليو 1847).
- انتخب  ( سبتمبر 1827 – ديسمبر 1828).
- انتخب Minister of Auditing [الإنجليزية]‏ (3 أكتوبر 1857 – 4 ديسمبر 1858).
- انتخب Minister of Auditing [الإنجليزية]‏ (26 سبتمبر 1856 – 11 سبتمبر 1857).
- انتخب Minister of Auditing [الإنجليزية]‏ ( سبتمبر 1850 – سبتمبر 1851).
- انتخب Norway's Army Minister ‏ ( أكتوبر 1825 – سبتمبر 1826).
- انتخب Minister of Education and Church Affairs ‏ (7 سبتمبر 1854 – 7 أكتوبر 1854).
- انتخب Minister of Education and Church Affairs ‏ ( أغسطس 1850 – سبتمبر 1850).
- انتخب Minister of Education and Church Affairs ‏ ( سبتمبر 1849 – يونيو 1850).
- انتخب Minister of Justice and Public Security [الإنجليزية]‏ (3 أكتوبر 1857 – أكتوبر 1857).
- انتخب Minister of Justice and Public Security [الإنجليزية]‏ (27 سبتمبر 1855 – 26 سبتمبر 1856).
- انتخب Minister of Justice and Public Security [الإنجليزية]‏ (16 أغسطس 1853 – 2 يوليو 1854).
- انتخب Minister of Justice and Public Security [الإنجليزية]‏ ( سبتمبر 1826 – سبتمبر 1827).
- انتخب Minister of Finance of Norway ‏ (2 يوليو 1854 – 27 سبتمبر 1855).
- انتخب Minister of Finance of Norway ‏ (5 أغسطس 1853 – 9 سبتمبر 1853).
- انتخب Minister of Finance of Norway ‏ ( سبتمبر 1852 – يوليو 1853).
- انتخب Minister of Finance of Norway ‏ ( يوليو 1847 – 29 أغسطس 1849).
- انتخب Minister of Finance of Norway ‏ (17 ديسمبر 1836 – مايو 1846).
- انتخب Minister of Finance of Norway ‏ ( أكتوبر 1814 – 18 نوفمبر 1814).
- انتخب  (1855 – 1858).
- انتخب Norwegian prime minister in Stockholm  [لغات أخرى]‏ (1827 – 1828).